# 신장 독립운동

동튀르키스탄의 기

동튀르키스탄의 문장

신장 독립운동(중국어: 新疆独立运动) 혹은 동튀르키스탄 독립운동(영어: East Turkestan independence movement)은 중화인민공화국 신장 위구르 자치구에 있는 동튀르키스탄에서 위구르인, 넓게는 중앙아시아계 민족들이 벌이는 독립운동이다.

## 역사
이 지역은 인종, 민족, 종교적으로 중국과 매우 이질적인 곳이며, 오랜 옛날부터 독립적 혹은 자치적으로 정치, 경제적 독자성을 지켜온 나라이며, 문화적-언어적으로도 중국 문화권에 쉽게 동화되기에는 어려운 곳이었다.
약 2~3세기 지속된 반자치적 부족단위의 유목 생활을 변화시키는 것은 불가능했고, 이것이 청나라가 붕괴되고, 중화민국이 수립됨으로써 새로운 독립공화국 수립으로 이어지게 되나, 수차례에 걸친 군벌의 침략과 중화민국의 재정복 시도 및 정정불안으로 빛을 보지 못하다가, 중화인민공화국 수립으로 중국 인민해방군의 침략이 있었다.
현재는 중국 전체 면적의 1/6을 차지하며, 막대한 지하자원과 천혜의 지정학적 위치로 인해 향후 분리독립 가능성이 전 세계적으로 주목되고 있으며, 구 소련에 속해있던 이슬람 공화국들의 독립으로 이 지역 인근에 유사한 민족적, 문화적, 종교적 기원을 갖는 독자적 정치체들이 등장함으로써 독립하려는 운동은 더욱 커져가고 있다.
그러나 중국 정부는 중앙아시아의 이슬람 원리주의 운동이 이 자치구에 파급되는 것을 강력히 경계하고 있다. 이 자치구에는 1990년대 이래로 심각한 폭동이 많이 발생하였고, 특히 1997년 2월에는 우루무치에서 연쇄버스폭발사건이 발생한 이외에 카자흐스탄 국경에 가까운 이닝 시에서도 많은 사람들이 희생된 충돌이 있었다. 현재는 붕괴된 아프가니스탄의 탈레반에게서 군사훈련을 받았던 위구르족 청년들도 다수 있다고 전해져, 9·11 테러 이후, 이 지역에서도 이것을 계기로 단속이 강화되고 있다.

## 변화
2002년 8월, 미국은 신장 독립운동가 중 이슬람 원리주의 성향의 과격 그룹을 테러 조직으로 인정하였다. 또한 2008년 봄 이후, 베이징 올림픽을 표적으로 한 것으로 생각되는 독립활동이 활발화되어, 올림픽 개막 직전인 8월 4일에는 카스 지구에서 테러가 일어나 경찰 16명이 죽고 16명이 다쳤다.
2009년 7월 광둥성에서 일어난 위구르족 구타사건에 반발하여, 우루무치 시 등에서 위구르족에 의한 대규모 폭동이 발발하여, 이 충돌로 다수의 사상자가 발생하였다. 이 때문에 이탈리아에서의 G8확대수뇌회의에 참석할 예정이었던 후진타오 주석이 급거 귀국하였다. 배경에는 한족 인구의 증가, 경제 격차, 차별 등이 있다.
2010년대 말에는 신장 재교육 캠프가 들어서 위구르족과 카자흐족을 탄압하고 있다.
호주전략정책연구소(API)에 따르면 최근 위성사진 분석 결과, 지난 2년 동안 신장 위구르 자치구에 거주하는 위구르족을 포함한 소수민족 이슬람교도들을 재교육한다는 목적으로 만든 강제 수용시설이 기존의 400여 개에서 수십 개 더 늘어났다고 주장한다. 위구르 자치구 관련 포스트

## 같이 보기
- 튀르키스탄 이슬람당
- 동튀르키스탄 제1공화국
- 동튀르키스탄 제2공화국
- 관타나모만 수용소의 위구르 억류자들(영어판)
- 위구르 국민주의
- 위구리스탄
- 신장 재교육 캠프

## 참고 자료
- 「중국 신장」, 오홍엽 저, 친디루스연구소(2009년, 51~76p, 161~179p, 184~185p)